# Macroparalepis
Macroparalepis is een geslacht van straalvinnige vissen uit de familie van barracudinas (Paralepididae). Het geslacht is voor het eerst wetenschappelijk beschreven in 1933 door Ege.

## Soorten
- Macroparalepis affinis Ege, 1933
- Macroparalepis brevis Ege, 1933
- Macroparalepis danae Ege, 1933
- Macroparalepis johnfitchi (Rofen, 1960)
- Macroparalepis longilateralis Post, 1973
- Macroparalepis macrogeneion Post, 1973
- Macroparalepis nigra (Maul, 1965)